# Talrep

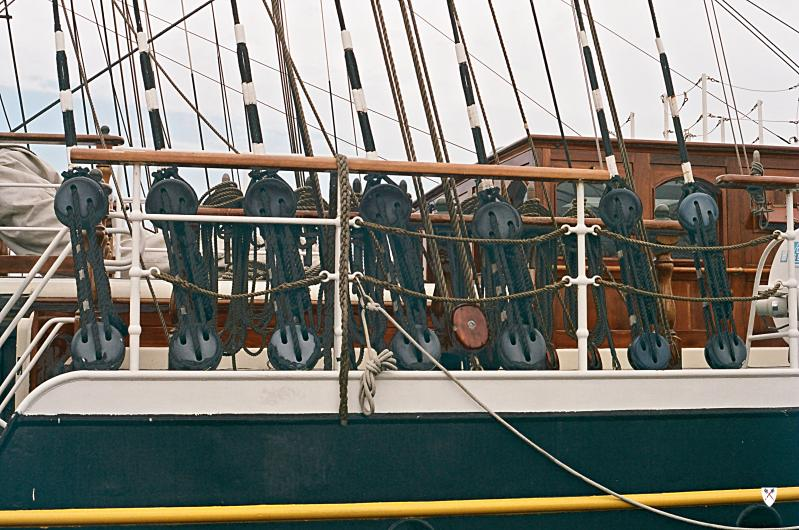
Napinanie want za pomocą ściągaczy talrepowych na Stad Amsterdam

Talrep – lina roślinna stosowana w ściągaczu talrepowym na dawnym żaglowcu. Potocznie nazywano talrepem również sam ściągacz. Dziś tego typu osprzęt występuje w replikach, lub żaglowcach stylizowanych na te z minionych epok.